# 共振海王星外天體
共振海王星外天体，在天文學中是指軌道與海王星有共振關係的海王星外天体（TNO），意味著兩者的軌道週期之間有簡單的整數比，如1:2、2:3等等。†

## 分布

海王星外天體的分布圖，與海王星共振的天體以紅色標示。

這張圖顯示在70天文單位內已知的海王星外天体分布圖，其中也包含了半人馬小行星（黃色），共振的海王星外天體則以紅色來標示。與海王星軌道共振的位置在圖上方紅色的距離標示下以垂直的白色短棒標示，標示1：1的點就是海王星的軌道位置（也是海王星的特洛依小行星的軌道位置），標示2：3的點是冥王星和類冥天體的軌道位置，1：2和2：5等處，也有少量的海王星外天体。
† 2：3或'3：2的名稱意義是一樣的，都是指海王星外天体的相同共振狀態，並不會造成困惑。依據定義，海王星外天体的公轉周期都比海王星長，使用法完全取決於作者和研究者的領域。像這樣的陳述：冥王星與海王星有2：3的共振，會比同樣意義的：海王星每轉3圈，冥王星才轉完2圈，更容易理解。

## 起源
對海王星共振的詳細分析和數值研究，
是一個非常狹隘（專業）的領域，也就是說研究的對象必須被精確的規範在一定的能量上（例如：半长轴）。如果天體的半長徑在這狹隘的範圍之外，軌道就會變得渾沌不明（軌道元素會變得很不確定）。令人好奇的是有為數不少的海王星外天體在3：2的共振軌道上被發現，這個數量†遠大於隨機的亂數分布。這個現象相信是在海王星的軌道遷徙時，從廣大的距離範圍內收集得來的。
在第一個海王星外天體被發現之前，就有理論認為巨行星和有大量小粒子聚集的盤面之間會有角動量轉移的交互作用，會使木星向太陽系內遷移，同時間土星、天王星和海王星則向外遷移。在這段相對上算短的時間內，海王星的共振將會清空經過的空間，將原來以日心為中心的小天體掘取進共振軌道。
†超過10%的被歸類或懷疑是類冥天體

## 已知的群體

### 2：3共振天體（冥族小天體）

冥王星和他的衛星（頂端）與厄耳枯斯和伊克西翁在大小、反照率和顏色的比較。

2:3共振天體顯然在共振類別中佔有統治者的地位，因為矮行星冥王星是第一個被知道的這種天體的緣故，具有這種共振軌道的天體被稱為冥族小天體（plutino）。一些大的，且有永久編號的冥族小天體如下：

- 90482厄耳枯斯
- 28978伊克西翁
- （84922）2003 VS2
- 38628雨神

### 1：2共振天體
1:2共振天體是海王星外天体的一種，它們與海王星的轨道共振為一比二，即每海王星繞日轉兩圈，它們便繞日轉一圈。其英文名稱"Twotino"取自"Two"和"Plutino"兩詞。當中冥族小天體與海王星的軌道共振為三比二。
在天體數目上，這種2:1共振的天體遠不及3:2的冥族小天體多。具有這種共振軌道的天體被認為是在柯伊伯带的邊緣，並且有時被稱為twotinos。這類共振天體比冥族小天體少了許多。
有些屬於此類的天體如下：
已知的1:2共振天體有：
- （20161）1996 TR66
- （26308）1998 SM165
- （119979）2002 WC19
- （130391）2000 JG81

被篩選出的共振天體 (紅色)

### 2：5共振
軌道已經確認的有：
- （84522）2002 TC302，（最大的）
- （38084）1999 HB12
- （60621）2000 FE8
- （69988）1998 WA31
- （119068）2001 KC77

### 五阶12:7共振天体
曾被认为属于非共振QB1天体的妊神星，现已归入共振天体，属五阶12:7共振，它已被确认为矮行星，是柯伊伯带中，除了QB1和类冥小天体两大类之外最大的天体。

### 海王星的特洛依族
少數幾個軌道半長軸與海王星相似的天體，在拉格朗日點附近，這些是海王星特洛伊小行星，等同於特洛依小行星。它們可以認真的被考慮是海王星的1:1共振天體。在2006年9月已知有四顆此類天體，列於下方：
- 2001 QR322
- 2004 UP10
- 2005 TN53
- 2005 TO74

### 其他的共振天體
已經知道的所謂高階共振天體的數量非常有限，下面是一些已經有永久編號的：
- 3:4 （15836）1995 DA2
- 3:5 （15809）1994 JS
- 4:7 （119070）2001 KP77, （118698）2000 OY51
- 3:7 （95625）2002 GX32

## 走向正式的定義
TNO類的天體還沒有被普遍認同的精確定義，各類型間的界線經常不明，並且共振的概念也還沒有精確的被定義。

## 深入閱讀
- John K. Davies and Luis H. Barrera (编). . Springer. 2004-08-03. ISBN 978-1-4020-1781-0.
- E. I. Chiang, J. R. Lovering, R. L. Millis, M. W. Buie, L. H. Wasserman, and K. J. Meech. . Earth, Moon, and Planets (Springer Netherlands). June 2003, 92 (1–4): 49–62. doi:10.1023/B:MOON.0000031924.20073.d0.
- E. I. Chiang, A. B. Jordan, R. L. Millis, M. W. Buie, L. H. Wasserman, J. L. Elliot, S. D. Kern, D. E. Trilling, K. J. Meech, and R. M. Wagner. . The Astronomical Journal (The American Astronomical Society). 2003-01-21, 126: 430–443.
- Renu Malhotra.  (PDF).   [2006-11-21]. （原始内容 (PDF)存档于2005-10-22）.（as HTML）